# Світла Протока
Світла Прото́ка (рос. Светлая Протока) — присілок у складі Александровського району Томської області, Росія. Входить до складу Сєверного сільського поселення.

## Населення
Населення — 20 осіб (2010; 40 у 2002).
Національний склад (станом на 2002 рік):
- росіяни — 47 %
- німці — 37 %